# DAARTT
La Danish Assistance to Afghan Rehabilitation and Technical Training (DAARTT) és una organització humanitària apolítica, sense ànim de lucre, creada el 2003 i registrada i autoritzada pel Govern de l'Afganistan el 14 gener de 2004. El principal objectiu de DAARTT és donar suport a la necessitat de reconstrucció i desenvolupament a l'Afganistan, amb especial èmfasi en el sector educatiu. El Ministeri d'Educació de l'Afganistan treballa en estreta col·laboració amb DAARTT per a projectes de construcció i rehabilitació d'escoles. A més, també cal una major atenció a la millora dels recursos com ara programes de capacitació docent i la construcció de centres de recursos per als mestres a les escoles.